# Премия Американского института киноискусства (2021)
О вручении наград AFI Awards 2021 было объявлено 8 декабря 2021 года. Церемония должна была состояться 7 января 2022 года, но была перенесена на 11 марта 2022 года из-за COVID-19.

### 10 лучших фильмов
- «CODA: Ребёнок глухих родителей»
- «Не смотрите наверх»
- «Дюна»
- «Король Ричард»
- «Лакричная пицца»
- «Аллея кошмаров»
- «Власть пса»
- «Тик-так, бум!»
- «Макбет»
- «Вестсайдская история»

### 10 лучших сериалов
- «Хитрости»
- «Уборщица. История матери-одиночки»
- «Мейр из Исттауна»
- «Псы резервации»
- «Шмигадун!»
- «Наследники»
- «Тед Лассо»
- «Подземная железная дорога»
- «Ванда/Вижн»
- «Белый лотос»

### Специальные премии
- «Белфаст»
- «Игра в кальмара»
- «Лето соула»